# Bixnaaf
Bixnaaf ist ein Ortsteil von Marialinden in der Stadt Overath im Rheinisch-Bergischen Kreis in Nordrhein-Westfalen, Deutschland.

## Lage und Beschreibung
Bixnaaf ist ein kleiner, vor allem durch Feuchtgrünflächen geprägter Ortsteil südlich oberhalb des Aggertals an der Grenze zum Rhein-Sieg-Kreis. Die nächsten Orte sind Bixnaafermühle, Hentgesnaaf, Neverdorf (Rhein-Sieg-Kreis) und Schommelsnaaf, die alle durch den Naafbach verbunden sind. Der naturnahe, mäandernde Naafbach entspringt einem weitgehend unterirdischen Quellgebiet und mündet in die Agger. Das Gebiet zählt naturräumlich zum schützenswerten Marialinder Riedelland. Bixnaaf liegt an der Landesstraße 360 und ist durch die Buslinie 575 der RSV an den öffentlichen Nahverkehr angeschlossen.

## Geschichte
Der Bachname Naaf, im 13. Jahrhundert als de Nafe, 1555 als die Nave genannt, ist ein Flussnamenwort indogermanischer Herkunft, dessen Wurzel im Deutschen nicht nachweisbar ist. Die Bedeutung scheint neutral Fluss zu sein und ist mit griech. nao (= fließe), lat. nato (= schwimme), navis (= Schiff) verwandt.
Die Topographia Ducatus Montani des Erich Philipp Ploennies, Blatt Amt Steinbach, belegt, dass der Wohnplatz bereits 1715 eine Hofstelle besaß, die als Bic Naf beschriftet ist. Carl Friedrich von Wiebeking benennt die Hofschaft auf seiner Charte des Herzogthums Berg 1789 Bixnaf. Aus ihr geht hervor, dass der Ort zu dieser Zeit Teil der  Honschaft Oderscheid im Kirchspiel Overath war.
Der Ort ist auf der Topographischen Aufnahme der Rheinlande von 1825 als Bics-Naaf verzeichnet. Die Preußische Uraufnahme von 1845 zeigt den Wohnplatz unter dem Namen Bixnaf. Ab der Preußischen Neuaufnahme von 1892 ist der Ort auf Messtischblättern regelmäßig als Bixnaaf verzeichnet.
1822 lebten 30 Menschen im als Hof und Mühle kategorisierten Ort, der nach dem Zusammenbruch der napoleonischen Administration und deren Ablösung zur Bürgermeisterei Overath im Kreis Mülheim am Rhein gehörte und zu dieser Zeit Bixnofen genannt wurde. Offensichtlich war Bixnaafermühle zu dieser Zeit Teil des Orts. Für das Jahr 1830 werden für den als Hof mit Mühle bezeichneten und weiterhin Bixnofen genannten Ort zusammen mit Bixnaafermühle 36 Einwohner angegeben. Der 1845 laut der Uebersicht des Regierungs-Bezirks Cöln als Bixnaf bezeichnete und als Hof und Mühle kategorisierte Ort besaß zu dieser Zeit zusammen mit Bixnaafermühle acht Wohngebäude mit 36 Einwohnern, alle katholischen Bekenntnisses. Die Gemeinde- und Gutbezirksstatistik der Rheinprovinz führt Bixnaaf 1871 alleine mit neun Wohnhäusern und 44 Einwohnern auf. Im Gemeindelexikon für die Provinz Rheinland von 1888 werden für Bixnaaf neun Wohnhäuser mit 38 Einwohnern angegeben. 1895 besitzt der Ort neun Wohnhäuser mit 45 Einwohnern und gehörte konfessionell zum katholischen Kirchspiel Marialinden, 1905 werden zehn Wohnhäuser und 42 Einwohner angegeben.